# Trittame berniesmythi
Trittame berniesmythi là một loài nhện trong họ Barychelidae. Loài này phân bố ờ Queensland.